# Goulds stormvogel
Goulds stormvogel (Pterodroma leucoptera) is een vogel uit de familie van de stormvogels en pijlstormvogels (Procellariidae). Het is een kwetsbare, zeevogelsoort die broedt op eilanden bij Australië en het eiland Nieuw-Caledonië. In veel talen wordt de vogel vernoemd naar de ornitholoog John Gould.

## Kenmerken
De vogel is 30 cm lang. Het is een relatief kleine stormvogel met een wit voorhoofd en daarachter een bruingrijze kap die reikt tot de "wangen". Van boven is de vogel grijs met een duidelijk donker patroon in de vorm van een hoofdletter "M". De ondervleugel s voornamelijk wit, met een smalle donkere band over de voorkant van de vleugel en donkere vleugelpunten.

## Verspreiding en leefgebied
Deze stormvogel broedt op enkele eilandjes ten zuidoosten van Australië (Cabbage Tree Island, Boondelbah, Broughton en Montague) en op Nieuw-Caledonië. De vogel broedt in kolonies van 10 tot 50 paar op steile, beboste, rotsige hellingen in spleten en holen. Op Nieuw-Caledonië op hoogten tussen 350 en 650 m boven zeeniveau, bij Australië onder palmbomen (Livistona australis).
Buiten de broedtijd verblijven de vogels op het midden van de Grote Oceaan tussen Australië en het noordwesten van Zuid-Amerika. Daar foerageren ze op inktvissen, kreeftachtigen en kleine vis.

## Status
Goulds stormvogel heeft een beperkt broedgebied en daardoor is de kans op uitsterven aanwezig. De grootte van de populatie werd op grond van publicaties uit 2000 en  2009 geschat op 2 tot 14 duizend volwassen individuen en de populatie-aantallen nemen af door habitatverlies in de broedgebieden. Het broedgebied op Cabbage Tree Island wordt aangetast door vraat door konijnen, waardoor de vegetatie verandert en de broedvogels kwetsbaarder worden voor predatie door kraaiachtige vogels zoals de bonte klauwierkraai (Strepera graculina) en de Australische raaf (Corvus coronoides).
De kolonies op Nieuw Caledonië zijn minder goed onderzocht, deze ondersoort is pas sinds 1981 bekend. Mogelijk zijn er nog kolonies op de zuidelijke eilanden van Vanuatu. De broedkolonies op Nieuw Caledonië worden bezocht door zwarte ratten die kuikens en eieren aanvreten en stadsuitbreiding met straatverlichting hindert vogels om bij de broedkolonies te komen. Om deze redenen staat deze soort als kwetsbaar op de Rode Lijst van de IUCN.

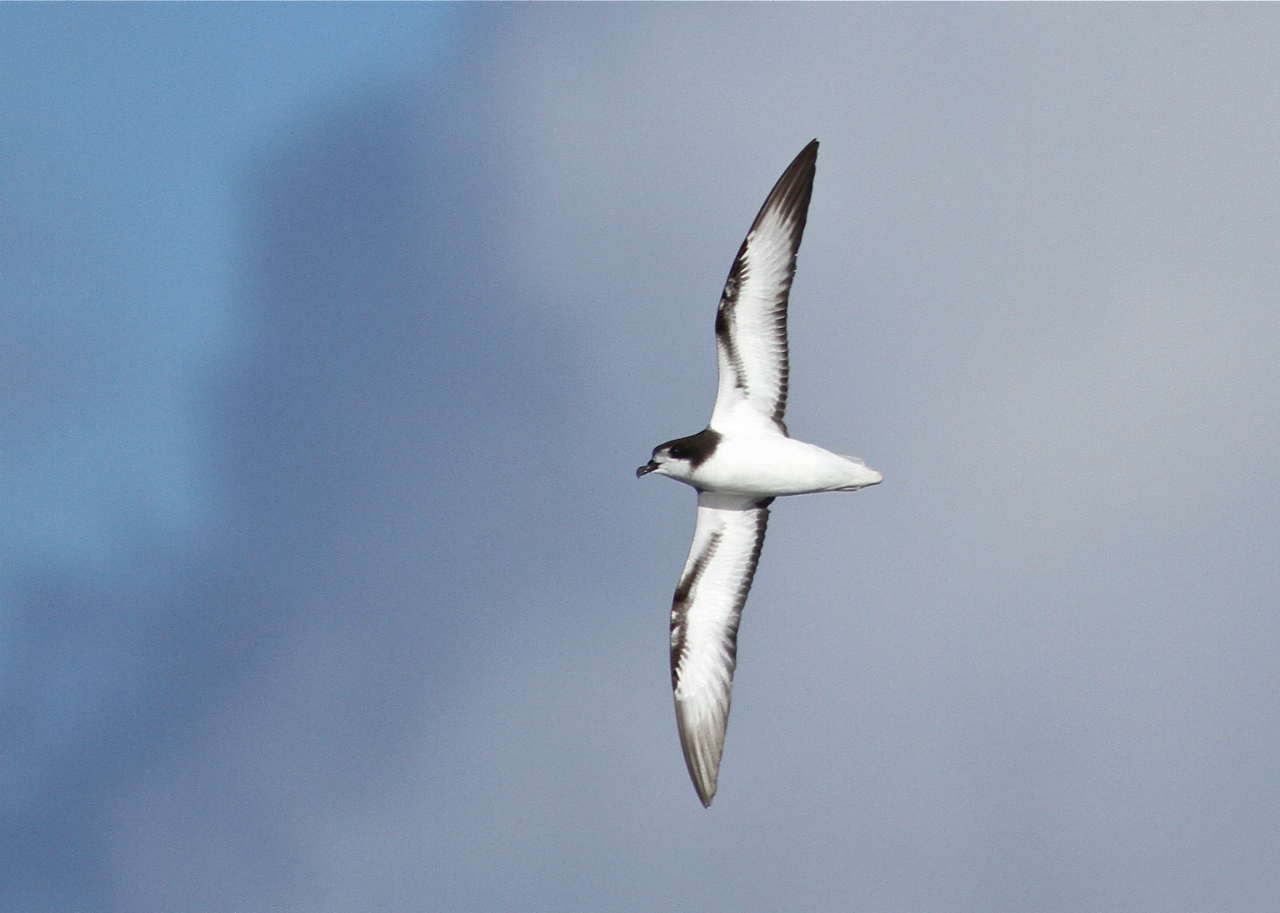
Goulds stormvogel in vlucht